# Dinosaurier-Park Münchehagen
Koordinaten: 52° 26′ 33″ N, 9° 12′ 2″ O
Der Dinosaurier-Park Münchehagen ist ein privat betriebenes Freilichtmuseum im niedersächsischen Münchehagen, einem Stadtteil von Rehburg-Loccum. Es entstand um das Naturdenkmal Saurierfährten Münchehagen. Ausstellungsstücke sind vor allem lebensgroße Dinosauriermodelle.

## Geschichte
Bereits wissenschaftliche Publikationen aus der Mitte des 19. Jahrhunderts belegen Funde von fossilen Dinosauriertrittsiegeln in den Rehburger Bergen, Teil des Gebiets des seit 1925 betriebenem Wesling Steinbruchs.
Im Jahr 1980 wurde über einem Teil des Geländes, auf dem fossile Trittsiegel von Dinosauriern gefunden wurden, eine vorläufige Schutzhalle errichtet. 1987, kurz vor der Unterschutzstellung der Steinbruchfläche und des angrenzenden Feuchtbiotops als Naturdenkmal, erfolgte die Einzäunung des Gebiets.
1990 stellte die niedersächsische Landesregierung Mittel zur Errichtung einer großräumigen Schutzhalle zur Verfügung. Unterstützt wurde das Projekt durch den Landkreis Nienburg, der niedersächsischen Sparkassenstiftung und des „Förderkreises Saurierfährten Münchehagen“. Die Schutzhalle wurde 1993 der Öffentlichkeit übergeben.
Zeitgleich gründeten Ferdinand Wesling sen. und Bernd Wolter eine Dinosaurier-Park-Gesellschaft, die den Grundstein für das Freilichtmuseum lieferte. Der Dinosaurier-Park eröffnete 1992, noch vor der erneuerten Schutzhalle.

## Freilichtmuseum
Der etwa 2,5 Kilometer lange Rundweg des Parks führt thematisch durch die Erdgeschichte vom Paläozoikum (Erdaltertum) über das Mesozoikum (Erdmittelalter) bis zum Känozoikum (Erdneuzeit). Entlang seines Verlaufs sind, passend zum jeweiligen Erdzeitalter, mehr als 230 (Stand: 2020) lebensgroße statische Modelle vorzeitlicher Tiere aufgestellt, die unter wissenschaftlicher Beratung entstanden sind. Den Schwerpunkt bilden dabei die Dinosaurier, darunter auch eines der größten Dinosauriermodelle weltweit: Seismosaurus mit ca. 45 Metern Länge. Ein „Museum im Museum“ stellt darüber hinaus einige veraltete Modelle aus und erläutert, wie sich das wissenschaftliche Verständnis über das Aussehen dieser Tiere im Laufe der Zeit gewandelt hat.
In der sogenannten „Mit-Mach-Halle“ gibt es insbesondere für Kinder die Möglichkeit, sich an mehreren Aktivitäten zu beteiligen. Unter anderem können Kinder ein künstliches Dinosaurierskelett ausgraben, nach Versteinerungen und Halbedelsteinen suchen und sich mit Sauriern durch Malen und Basteln auseinandersetzen. In einer von den Besuchern einsehbaren Präparationswerkstatt werden originale Dinosaurierknochen präpariert, die hauptsächlich vom verzwergten sauropoden Dinosaurier Europasaurus stammen.

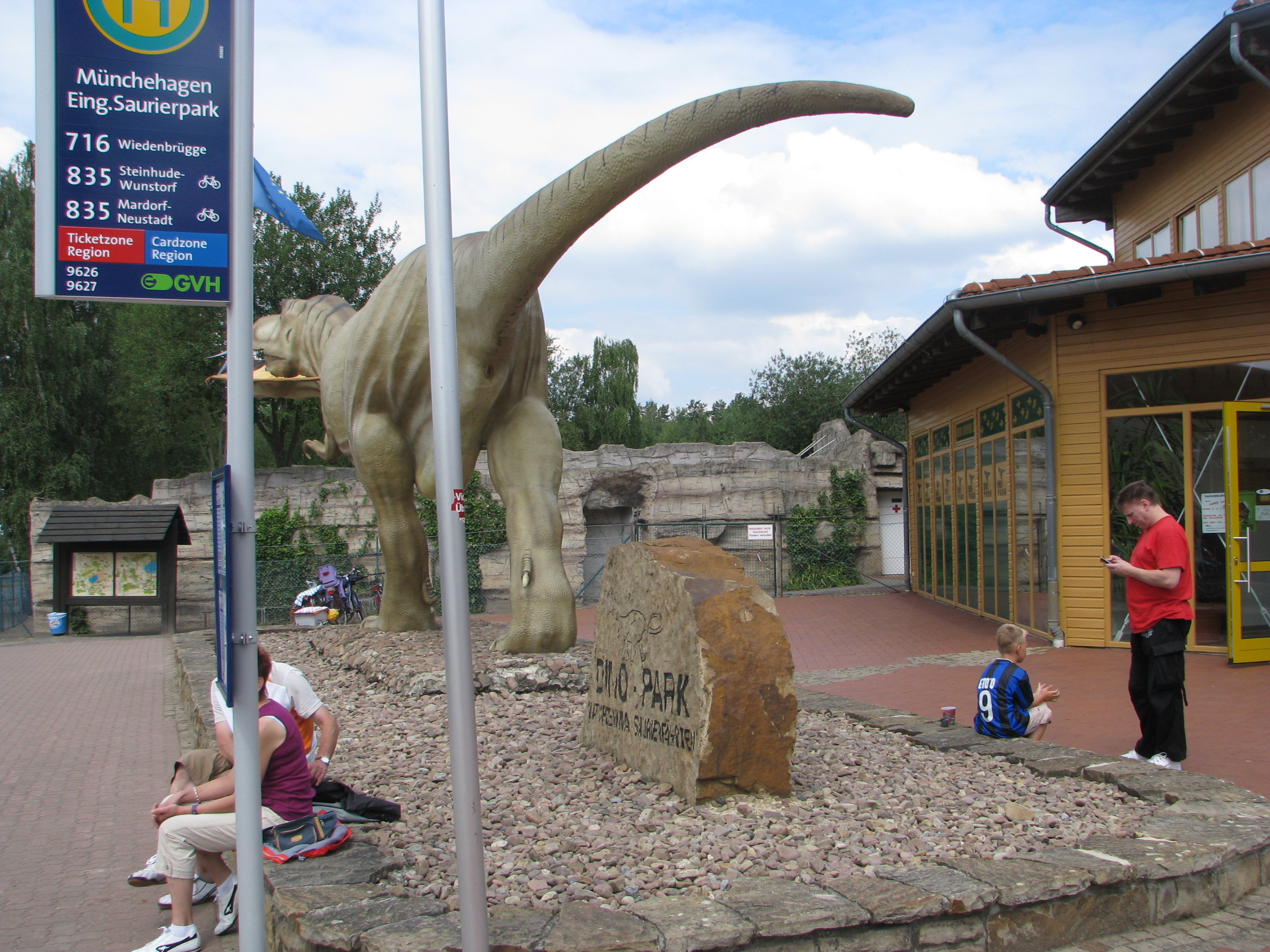
Eingang
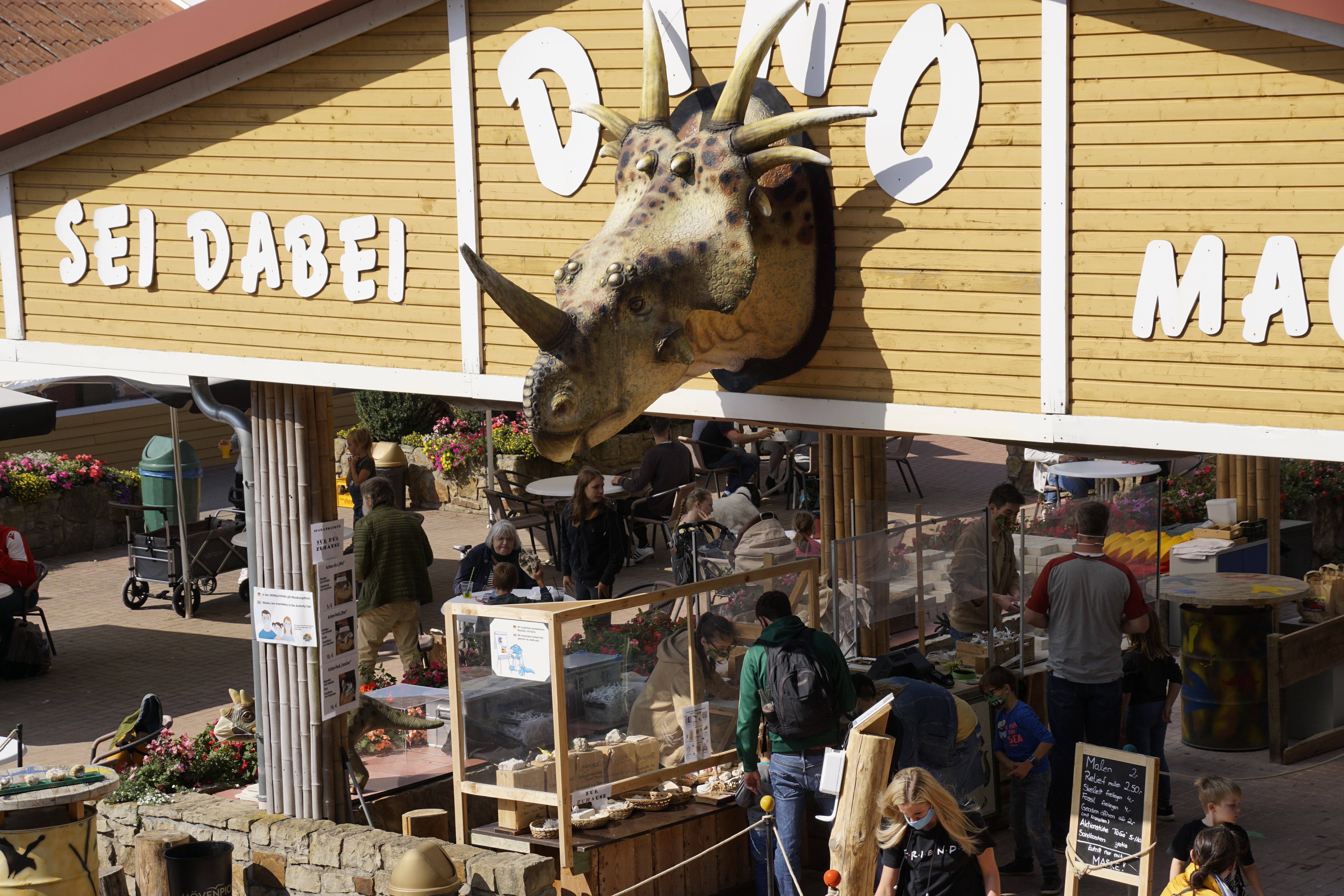
Mit-Mach-Halle
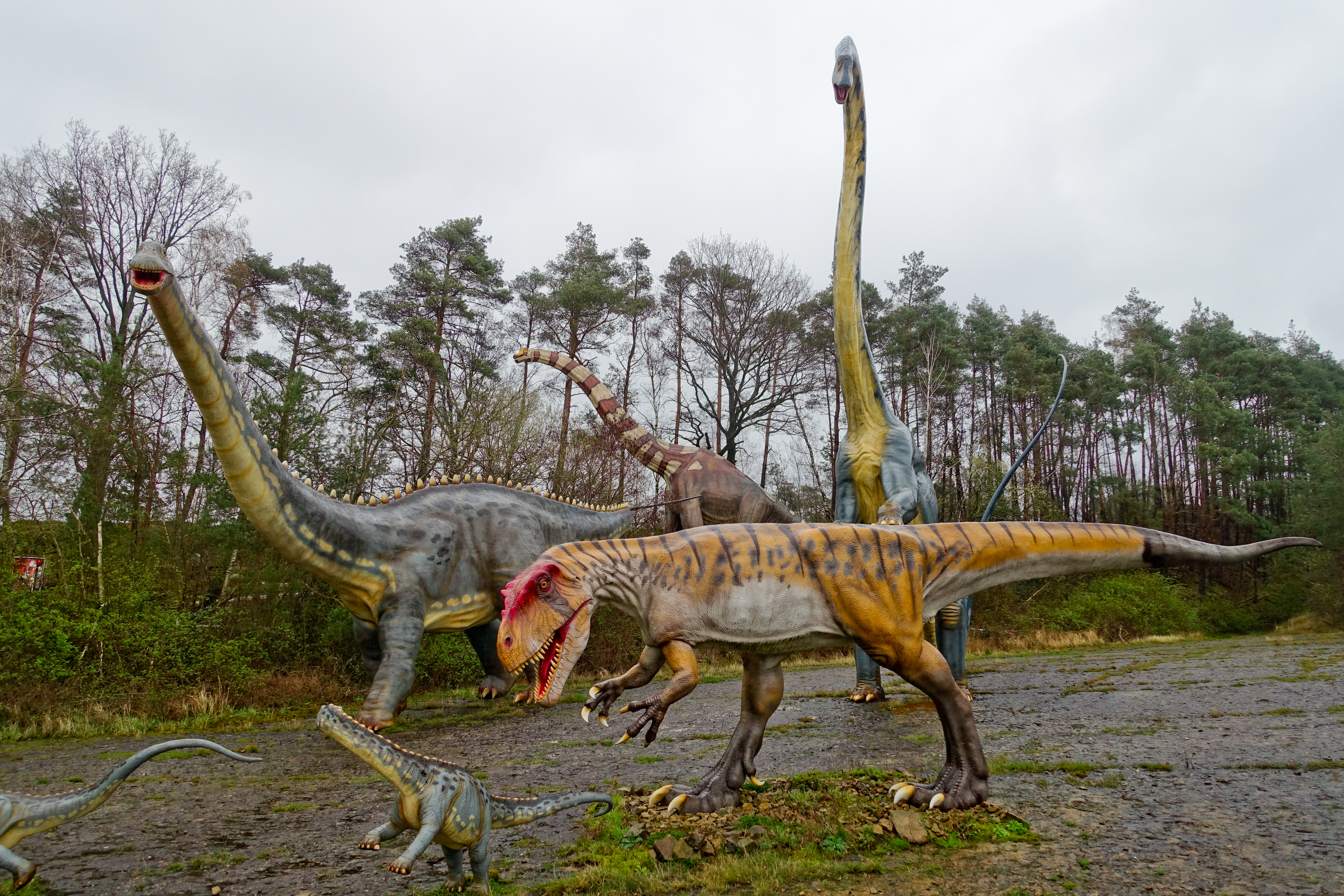
Saurier-Modelle

## Naturdenkmal
Bei dem Naturdenkmal Saurierfährten Münchehagen handelt es sich um mehrere fossile Dinosaurier-Fährten, die insgesamt aus etwa 250 Fußabdrücken bestehen und vor rund 139 Millionen Jahren zu Beginn der Unterkreide im weichen Schlamm eines küstennahen Flussmündungsdeltas entstanden sind. Von den insgesamt 15.000 Quadratmetern Fläche des Naturdenkmals sind 3.500 Quadratmeter mit einer Halle zum Schutz vor Witterungseinflüssen überdacht. Seit 2010 werden in der Halle weitere, exzellent erhaltene Dinosaurierspuren von allosauroiden Theropoden und iguanodontiden Ornithopoden ausgestellt, die im derzeit aktiven Steinbruch Wesling in Münchehagen im Rahmen der vom Dinosaurier-Park initiierten paläontologischen Ausgrabungen geborgen wurden.